# Marjorie Rambeau
Marjorie Rambeau (San Francisco, 15 de juliol de 1889 − Palm Springs, 6 de juliol de 1970) va ser una actriu teatral i cinematogràfica estatunidenca.

## Biografia
Marjorie Rambeau comença al teatre els anys 1910 i treballa a Broadway, entre 1914 i 1926.
Durant la seva joventut, va ser una de les actrius més influents a Broadway, encara que algunes de les seves pel·lícules de cinema mut, com Mary Moreland, The Dazzling Miss Davison, The Mirror, The Debt, Motherhood i The Greater Woman, totes del 1917, no van tenir gaire èxit.
Amb l'arribada del cinema sonor o talkies, Rambeau va participar en diverses pel·lícules els anys 30, com Doom, al costat de Marie Dressler, The Secret Six, Laughing Sinners i Hell Divers, totes tres interpretades al costat de Clark Gable.
Altres pel·lícules van ser Grand Canary, Joe Palooka i El petit port. Entre les seves actuacions més recordades, les de Tobacco Road, Broadway i A Man Called Peter i The view from Pompey's Head.

## Vida privada
Marjorie Rambeau es va casar tres vegades. La primera va ser amb l'escriptor, director i actor canadenc Willard Mack, el 1913. Es van divorciar el 1917. El 1919 es va casar amb l'actor Hugh Dillman, de qui es divorcià el 1923. L'últim matrimoni va ser amb Francis Gudger, el 1931, amb qui va romandre fins a la seva mort, el 1967.

## Filmografia

### Cinema

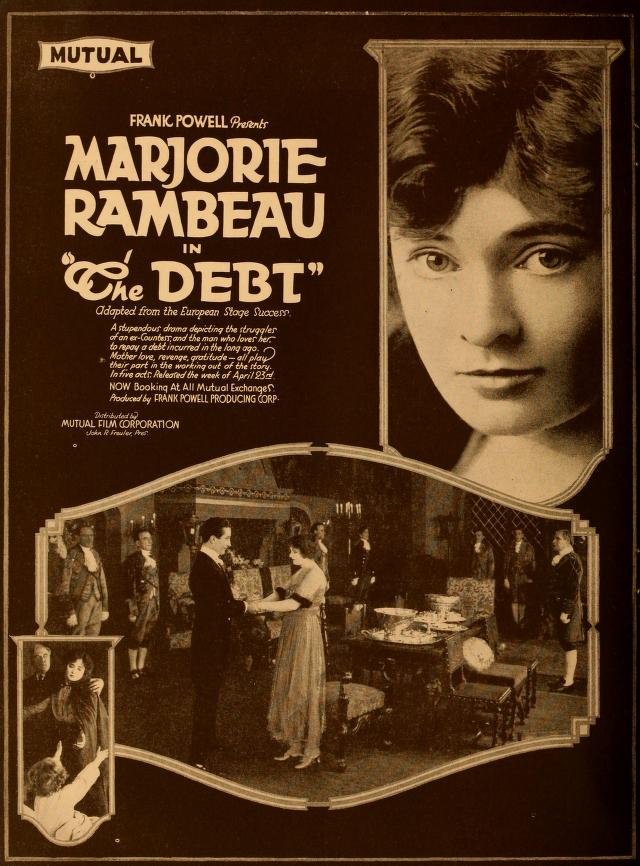
The Debt (1917)

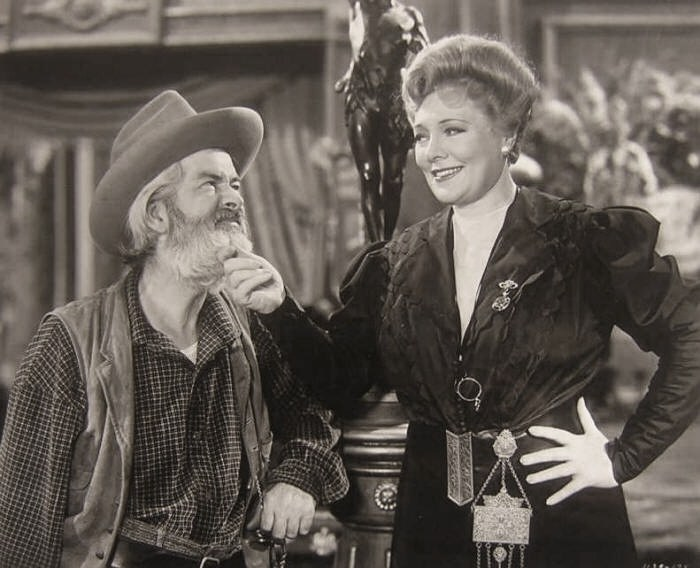
Amb Gabby Hayes, a In Old Oklahoma (1943)

- 1917: The Greater Woman (curt), Motherhood, The Debt, The Mirror, The Dayling Miss Davison i Mary Moreland de Frank Powell
- 1917: National Red Cross Pageant de Christy Cabanne
- 1919: The Common Cause de J. Stuart Blackton
- 1920: The Fortune Teller d'Albert Capellani
- 1926: Syncopating Sue de Richard Wallace
- 1930: Great Day de Harry Beaumont i Harry J. Pollard
- 1930: Her Man de Tay Garnett
- 1930: Min and Bill de George W. Hill
- 1931: The Easiest West de Jack Conway
- 1931: Trader Horn de W.S. Van Dyke (escenes tallades en el muntatge)
- 1931: A Tailor Made Man de Sam Wood
- 1931: Inspiration de Clarence Brown
- 1931: The Secret Six de George W. Hill
- 1931: Strangers May Kiss de George Fitzmaurice
- 1931: Son of India de Jacques Feyder
- 1931: Silence de Louis J. Gasnier i Max Marcin
- 1931: Laughing Sinners de Harry Beaumont
- 1931: This Modern Age de Nick Grinde (escenes tallades en el muntatge)
- 1931: Leftover Ladies d'Erle C. Kenton
- 1931: Hell Divers de George W. Hill
- 1933: Man's Castle de Frank Borzage
- 1933: Strictly Personal de Ralph Murphy
- 1933: The Warrior's Husband de Walter Lang
- 1934: A Modern Hero de Georg Wilhelm Pabst
- 1934: Joe Palooka (Palooka) de Benjamin Stoloff
- 1934: Grand Canary d'Irving Cummings
- 1934: Ready for Love de Marion Gering
- 1935: Under Pressure de Raoul Walsh
- 1935: Dizzy Dames de William Nigh
- 1937: First Lady de Stanley Logan
- 1938: Merrily We Live de Norman Z. McLeod
- 1938: Woman against Woman de Robert B. Sinclair
- 1939: Laugh it off d'Albert S. Rogell
- 1939: The Rains came de Clarence Brown
- 1939: Sudden Money de Nick Grinde
- 1939: Heaven with a Barbed Wire Fence de Ricardo Cortez
- 1940: East of the River d'Alfred E. Green
- 1940: Camí de roses (Primrose Path) de Gregory La Cava
- 1940: Sante Fe Marshal de Lesley Selander
- 1940: 20 Mule Team de Richard Thorpe
- 1940: Tugboat Annie sails again de Lewis Seiler
- 1941: Three Sons o' Guns de Benjamin Stoloff
- 1941: Tobacco Road de John Ford
- 1942: Broadway de William A. Seiter
- 1943: In Old Oklahoma d'Albert S. Rogell
- 1944: Oh, What a Night de William Beaudine
- 1944: Army Wives de Phil Rosen
- 1945: Salomé va ballar aquí (Salome where she danced]) de Charles Lamont
- 1948: The Walls of Jericho de John M. Stahl
- 1949: The Lucky Stiff de Lewis R. Foster
- 1949: Any Number can play de Mervyn LeRoy
- 1949: Abandoned de Joseph M. Newman
- 1953: Torch Song de Charles Walters
- 1953: Bad for Each Other d'Irving Rapper
- 1953: Niagara de Henry Hathaway (petit paper, no surt als crèdits)
- 1954: Forever Female d'Irving Rapper
- 1955: A Man called Peter de Henry Koster
- 1955: The View from Pompey's Head de Philip Dunne
- 1957: Slander de Roy Rowland
- 1957: L'home de les mil cares (Man of a Thousand Faces) de Joseph Pevney

## Teatre
- 1914: So Much for So Much de (i amb) Willard Mack[2]
- 1915-1916: Sadie Love d'Avery Hopwood, amb Pedro de Cordoba
- 1916-1917: Cheating Cheaters de Max Marcin
- 1917-1918: Eyes of Youth de Charles Guernon i Max Marcin
- 1918: Where Poppies Bloom de Roi Cooper Megrue, adaptació de Henry Kistemaeckers, amb Pedro de Cordoba, Lewis Stone
- 1919: The Fortune Teller de Leighton Graves Osmun
- 1919-1920: The Unknown Woman de Marjorie Blaine i Willard Mack, amb Lumsden Hare
- 1921-1922: Daddy's Gone A-Hunting de Zoe Akins
- 1922: The Goldfish de Paul Armont i Marcel Gerbidon, adaptació de Gladys Unger
- 1923: As You Like It de William Shakespeare, amb Walter Abel, Margalo Gillmore, Ian Keith
- 1924: The Road Together de George Middleton
- 1925: The Valley of Content de Blanche Upright
- 1925: Antonia de Melchior Lengyel, adaptació d'Arthur Richman, posada en escena de George Cukor i M. Lengyel, amb Ilka Chase, Lumsden Hare, Philip Merivale
- 1926: The Night Duel de Daniel N. Rubin i Edgard MacGregor
- 1926: Just Life de John Bowie, amb Norman Foster

## Premis
Amb Primrose Path va obtenir la seva primera nominació a l'Oscar a la millor actriu secundària el 1941.
Per A Man Called Peter i The view from Pompey's Head va guanyar el National Board of Review a la millor actriu secundària, el 1955-1956.
El 1954 va ser nominada novament a l'Oscar a la millor actriu secundària per Torch Song.
Per la seva contribució a la indústria del cinema, va ser guardonada amb una estrella al Passeig de la Fama de Hollywood al 6336 de Hollywood Boulevard.